# Sykesville (Maryland)
Sykesville es un pueblo ubicado en el condado de Carroll en el estado estadounidense de Maryland. En el año 2010 tenía una población de 4436 habitantes y una densidad poblacional de 1.081,95 personas por km².

## Geografía
Sykesville se encuentra ubicado en las coordenadas 
39°22′16″N 76°58′21″O / 39.37111, -76.97250.

## Demografía
Según la Oficina del Censo en 2000 los ingresos medios por hogar en la localidad eran de $88.750 y los ingresos medios por familia eran $99.522. Los hombres tenían unos ingresos medios de $57.488 frente a los $48.160 para las mujeres. La renta per cápita para la localidad era de $32.640. Alrededor del 3,8% de la población estaba por debajo del umbral de pobreza.